# Komlavi Loglo
Komlavi Loglo (* 30. Dezember 1984 in Badougbe) ist ein ehemaliger togoischer Tennisspieler.
Loglo nimmt seit 2003 an den professionellen Turnieren der ITF teil. Er spielt überwiegend Futures-Turniere und trat nur bei einer Handvoll Challenger-Turniere an. Zwischen 2004 und 2007 gewann er sieben Turniere.
Seit 2000 gehört Loglo der togoischen Davis-Cup-Mannschaft an und bestritt seither 18 Spiele.
Am 31. März 2008 teilte der Tennisweltverband (ITF) mit, Loglo werde eine von zwei zu vergebenden Einladungen für das Herreneinzel der Olympischen Sommerspiele 2008 in Peking erhalten. Er unterlag dort in der ersten Runde gegen den Südafrikaner Kevin Anderson mit 3:6 und 2:6.

## Einzeltitel
| Serie  | Datum            | Ort        | Belag     | Finalgegner    | Spielstand    |
| ------ | ---------------- | ---------- | --------- | -------------- | ------------- |
| Future | 31. Mai 2004     | Teneriffa  | Hartplatz | Jaymon Crabb   | 4:6, 6:4, 6:4 |
| Future | 26. Juli 2004    | Lomé       | Hartplatz | Adam Thompson  | 6:0, 6:4      |
| Future | 17. Oktober 2005 | Lagos      | Hartplatz | Arnaud Segodo  | 6:4, 3:6, 6:3 |
| Future | 31. Juli 2006    | Dakar      | Hartplatz | Valentin Sanon | 6:1, 1:6, 6:1 |
| Future | 26. Februar 2007 | Benin City | Hartplatz | Valentin Sanon | 6:4, 6:4      |
| Future | 30. Juli 2007    | Dakar      | Hartplatz | Rudy Coco      | 6:2, 6:3      |
| Future | 6. August 2007   | Yaoundé    | Hartplatz | Bodan Leonte   | 6:4, 6:4      |